# Place Vendôme
La plaça Vendôme (francès: place Vendôme) és una plaça típica de l'urbanisme clàssic francès. En el seu centre, hi ha la columna Vendôme. Aquesta és una de les places de París mundialment cèlebres. Està situada al 1r districte de París. Es troba al nord del jardí de les Teuleries i l'est de l'església de la Madeleine.
És anomenada plaça Vendôme des del segle xvii, prenent aquest nom de l'hotel Vendôme, que Lluís XIV de França va comprar al duc de Vendôme, per edificar una plaça amb arcades on s'allotjarien la biblioteca reial i diverses acadèmies. La seva arquitectura es deu a Jules Hardouin-Mansart qui va concebre el 1699 un pla d'urbanisme al qual havien adaptar els propietaris dels immobles. La major part de les façanes està classificada com Monument històric.
Abans de ser coneguda com a plaça Vendôme va ser anomenada «plaça Lluís el Gran» i, en els seus orígens, la «plaça de les Conquestes». Se li va donar el nom de «plaça de les Piques» durant la Revolució Francesa. El seu nom es va canviar a «plaça Internacional» el 1871, durant la Comuna de París, durant la qual la columna Vendôme va ser destruïda pels comuners, que veien un símbol de la tirania i del Militarisme de Napoleó Bonaparte.
| | \| - N°1 : Hôtel Batailhe de Francès - N°3 : Hôtel de Coëtlogon - N°5 : Hôtel d'Orsigny - N°7 : Hôtel Le Bas de Montargis - N°9 : Hôtel de Villemaré - N°11 : Hôtel de Simiane - N°13 : Hôtel de Bourvallais - N°15 : Hôtel de Gramont - N°17 : Hôtel de Crozat - N°19 : Hôtel d'Évreux - N°21 : Hôtel de Fontpertuis - N°23 : Hôtel de Boullongne - N°25 : Hôtel Peyrenc de Moras \| - N°2 : Hôtel Marquet de Bourgade - N°4 : Hôtel Heuzé de Vologer - N°6 : Hôtel Thibert des Martrais - N°8 : Hôtel Delpech de Chaunot - N°10 : Hôtel de Latour-Maubourg - N°12 : Hôtel Baudard de Saint-James - N°14 : Hôtel de La Fare - N°16 : Hôtel Moufle - N°18 : Hôtel Duché des Tournelles - N°20 : Hôtel de Parabère - N°22 : Hôtel de Ségur - N°24 : Hôtel de Boffrand - N°26 : Hôtel de Noce - N°28 : Hôtel Gaillard de la Bouëxière \| |
| - N°1 : Hôtel Batailhe de Francès - N°3 : Hôtel de Coëtlogon - N°5 : Hôtel d'Orsigny - N°7 : Hôtel Le Bas de Montargis - N°9 : Hôtel de Villemaré - N°11 : Hôtel de Simiane - N°13 : Hôtel de Bourvallais - N°15 : Hôtel de Gramont - N°17 : Hôtel de Crozat - N°19 : Hôtel d'Évreux - N°21 : Hôtel de Fontpertuis - N°23 : Hôtel de Boullongne - N°25 : Hôtel Peyrenc de Moras | - N°2 : Hôtel Marquet de Bourgade - N°4 : Hôtel Heuzé de Vologer - N°6 : Hôtel Thibert des Martrais - N°8 : Hôtel Delpech de Chaunot - N°10 : Hôtel de Latour-Maubourg - N°12 : Hôtel Baudard de Saint-James - N°14 : Hôtel de La Fare - N°16 : Hôtel Moufle - N°18 : Hôtel Duché des Tournelles - N°20 : Hôtel de Parabère - N°22 : Hôtel de Ségur - N°24 : Hôtel de Boffrand - N°26 : Hôtel de Noce - N°28 : Hôtel Gaillard de la Bouëxière |

## La plaça Vendôme al cinema
- Place Vendôme, 1998 amb Catherine Deneuve